# Parachernes litoralis
Parachernes litoralis es una especie de arácnido  del orden Pseudoscorpionida de la familia Chernetidae.

## Distribución geográfica
Se encuentra en Carolina del Norte y Florida en (Estados Unidos).